# Ji Dong-won
Ji Dong-won (en coreano: 지동원; Jeju, Jeju, 28 de mayo de 1991) es un futbolista surcoreano que juega de delantero en el Suwon F. C. de la K League 1.

## Trayectoria

### Borussia Dortmund
Ji fichó por el Borussia Dortmund de la Bundesliga alemana el 17 de enero de 2014, firmando un contrato por cuatro años.

### Regreso al FC Augsburgo
Después de no obtener muchos minutos con el Dortmund en 2014, Ji regresó al FC Augsburgo firmando contrato hasta el año 2018 el 22 de diciembre de 2014.

## Selección nacional
Ha sido internacional con la selección de fútbol de Corea del Sur, ha jugado 55 partidos internacionales y ha anotado 11 goles.
Además, en julio de 2012, fue incluido en la lista de 18 jugadores que representaron a Corea del Sur en el torneo de fútbol Mmsculino de los Juegos Olímpicos de Londres 2012 y obtuvieron la medalla de bronce.
El 8 de mayo de 2014, el entrenador Hong Myung-bo lo incluyó en la lista final de 23 jugadores con miras a la Copa Mundial de Fútbol de 2014.

### Participaciones en Copas del Mundo
| Mundial                        | Sede   | Resultado      |
| ------------------------------ | ------ | -------------- |
| Copa Mundial de Fútbol de 2014 | Brasil | Fase de grupos |

### Participaciones en Copa Asiática
| Torneo             | Sede  | Resultado        |
| ------------------ | ----- | ---------------- |
| Copa Asiática 2011 | Catar | Semifinal        |
| Copa Asiática 2019 | EAU   | Cuartos de final |

## Clubes
| Club                         | País          | Año       |
| ---------------------------- | ------------- | --------- |
| Chunnam Dragons              | Corea del Sur | 2010-2011 |
| Sunderland A. F. C.          | Inglaterra    | 2011-2014 |
| F. C. Augsburgo (cedido)     | Alemania      | 2013-2014 |
| Borussia Dortmund            | Alemania      | 2014      |
| F. C. Augsburgo              | Alemania      | 2015-2019 |
| SV Darmstadt 98 (cedido)     | Alemania      | 2018      |
| 1. FSV Maguncia 05           | Alemania      | 2019-2021 |
| Eintracht Brunswick (cedido) | Alemania      | 2021      |
| F. C. Seoul                  | Corea del Sur | 2021-2023 |
| Suwon F. C.                  | Corea del Sur | 2024-     |

## Palmarés

### Campeonatos nacionales
| Título                | Club              | País     | Año  |
| --------------------- | ----------------- | -------- | ---- |
| Supercopa de Alemania | Borussia Dortmund | Alemania | 2014 |